# 汾城关帝庙
35°49′10″N 111°16′20″E / 35.81944°N 111.27222°E
汾城关帝庙位于中国山西省襄汾县汾城镇，小东门（永阜门）内，县衙以东，坐东朝西。2006年被列为第六批全国重点文物保护单位。现仅存正殿、南耳殿和南北厢房。正殿建于元大德四年（1300年），面阔五间，进深六椽，歇山顶。南耳殿和南北厢房建于清嘉庆年间。2006年5月25日，汾城城隍庙公布为第六批全国重点文物保护单位。